# Cedar Grove (Virginia Occidentale)
Cedar Grove è una città degli Stati Uniti d'America, situata nello Stato della Virginia Occidentale e in particolare nella Contea di Kanawha.